# Voria aurifrons
Voria aurifrons är en tvåvingeart som först beskrevs av Townsend 1892.  Voria aurifrons ingår i släktet Voria och familjen parasitflugor. Inga underarter finns listade i Catalogue of Life.